# Mimainiai
Mimainiai är en ort i Litauen. Den ligger i den centrala delen av landet, 90 km nordväst om huvudstaden Vilnius. Mimainiai ligger 77 meter över havet och antalet invånare är 166.
Terrängen runt Mimainiai är platt. Runt Mimainiai är det ganska tätbefolkat, med 58 invånare per kvadratkilometer. Närmaste större samhälle är Jonava, 16,9 km söder om Mimainiai. Trakten runt Mimainiai består till största delen av jordbruksmark.